# Trakt Królewski (Varsovie)
Trakt Królewski (littéralement : Voie royale) est une ancienne artère principale de Varsovie qui menait au sud de la ville. De nos jours, elle fait place à une série de rues et d'avenues, bordées de nombreux bâtiments historiques, dans le quartier de l'arrondissement de Śródmieście (Centre-ville) à Varsovie.

## Sites et monuments remarquables
- Rue Krakowskie Przedmieście (rue du Faubourg-de-Cracovie)
  - Zajazd Dziekanka 
  - Église Sainte-Anne 
  - Église de la Sainte-Croix 
  - Église des Visitandines 
  - Palais Koniecpolski  (palais présidentiel)
  - Église de l'assomption de la bienheureuse Vierge-Marie et de Saint-Joseph (Varsovie) 
  - Palais Staszic 
  - Monument Nicolas Copernic
  - Université de Varsovie
- Nowy Świat (littéralement : rue du Nouveau Monde)
- Plac Trzech Krzyży (littéralement : place des Trois-Croix)
  - Église Saint-Alexandre
- Aleje Ujazdowskie
  - Château d'Ujazdow 
  - Parc Ujazdowski 
  - Jardin botanique de l'Université de Varsovie 
  - Parc Łazienki
  - Palais Sobańskich 
  - Villa Gawrońskich
  - Palais Wilhelm Ellis Rau 
  - Bâtiments de la Diète et du Sénat de la République de Pologne 
  - Chancellerie du président du Conseil des ministres 
  - Palais du Belvédère 
  - Statue d'Ignacy Jan Paderewski
  - Maison des Atlantes (ou maison des géants)
- Wilanów
  - Palais de Wilanów

## Sources
- (pl) Cet article est partiellement ou en totalité issu de l’article de Wikipédia en polonais intitulé « Trakt Królewski » (voir la liste des auteurs).